# Fasciolóza
Fasciolóza je onemocnění zvířat a člověka způsobené motolicemi druhů Fasciola hepatica a Fasciola gigantica. Onemocnění postihuje játra a žlučový měchýř.

## Původce
Původci onemocnění F. hepatica a F. gigantica patří mezi ploštěnce a jejich vývojový cyklus zahrnuje vodního plže.
Zatímco F. hepatica se vyskytuje po celém světě, výskyt příbuzného a rozměrově mohutnějšího druhu F. gigantica je vázána na tropický pás jižní a východní Asie a Afriky, blízkého Východu. V některých oblastech se mohou vyskytovat oba druhy společně. V Japonsku byl u dobytka popsán velmi podobný druh motolice s dosud nejasným taxonomickým zařazením. Zvláštností této japonské jaterní motolice je, že se vyskytuje v různých karyotypech (jako diploidní, triploidní nebo chiméra) a označuje jako Fasciola spp. V Indii byl u slonů popsán druh F. jacksoni.

## Zdroje infekce

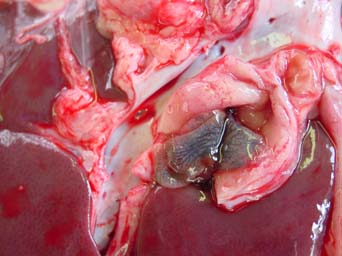
Motolice F. hepatica vylézající z jaterního žlučovodu (játra kozy).

K infekci dochází pouze alimentární cestou – pozřením metacerkarií na vegetaci. Nejčastějším zdrojem nákazy člověka jsou syrové saláty z vodních rostlin (např. potočnice), které jsou v některých oblastech velmi oblíbené. Vzhledem k tradici některých národů jsou tyto saláty nadále připravovány z čerstvých rostlin i přes opakované varování WHO. Metacerkárie mohou být obsaženy také ve vodě. Metacerkárie jsou ve vlhkém prostředí velmi odolné a zůstávají infekční po dobu několika týdnů až měsíců. Při experimentech, kdy byly metacerkarie uchovávány ve vodě v Petriho miskách při chladničkové teplotě (4 °C) a v temnu, zůstaly infekceschopné až jeden rok. Zvířata se nakazí na pastvě pozřením vegetace s metacerkariemi nebo napití kontaminovanou vodou. Sušením se metacerkarie zničí. Nekvalitně usušené seno však může být zdrojem infekce pro zvířata ve stájích, která se normálně na pastvu nedostanou.

## Výskyt fasciolózy člověka ve světě
Rozšíření fasciolózy u lidí souvisí s intenzivním chovem skotu a ovcí a výskytem vhodných mezihostitelů (plovatkovitých plžů). Podle údajů WHO je na světě zhruba 2,4 miliónů lidí nemocných fasciolózou. V Evropě je fasciolóza nejčastější ve Francii, Španělsku, Portugalsku a v zemích bývalého Sovětského svazu. V Severní Americe je výskyt onemocnění u lidí sporadický. Ve Střední Americe je naopak vysoká incidence zejména na Kubě a v Mexiku
V Jižní Americe je fasciolóza velmi závažným zdravotním problémem. Na území států Bolívie, Peru a Ekvádor se nachází hyperendemická oblast, s prevalencí u lidí od 72 až do 100 %. Jedná se o oblast náhorní plošiny Altiplano, která je označovaná dle WHO jako oblast s nejvyšším výskytem fasciolózy člověka na světě. Naproti tomu, v jihoamerických státech jako je Chile, Argentina, Uruguay, což jsou země s nejvyššími stavy dobytka a hojným výskytem motolic u skotu, je incidence fasciolózy u lidí velmi nízká až sporadická. Zajímavý je rovněž i fakt, že právě Jižní Amerika je z historického hlediska nejmladším ohniskem této parazitózy. Motolice motolice jaterní se dostala na toto území spolu s introdukcí skotu španělskými kolonizátory. Společně s importy skotu byl do Jižní Ameriky introdukován nechtěně i evropský plž Galba truncatula. Tento plž se velmi dobře adaptoval na podmínky vysoké nadmořské výšky jihoamerických And a masivně se rozšířil. Tyto faktory společně s tamní tradicí pojídaní čerstvých vodních rostlin způsobily vznik epidemie v Peru a Bolívii.
V Africe je fasciolóza častým problémem zejména v Egyptě, Maroku, Zimbabwe, Etiopii, ale i v dalších afrických zemích.
Írán je zemí s nejvyšší prevalencí onemocnění na Blízkém Východě. Z asijských zemí je fasciolóza u lidí častá zejména v jižní Číně, Indii a Vietnamu.

## Klinické příznaky u lidí
U klinické prezentace fasciolózy se rozlišují tyto fáze onemocnění:
- Inkubační fáze – od pozření metacerkarií do prvních klinických příznaků. Záleží na věku, počtu pozřených metacerkarií. Obvykle se pohybuje od několika dní až po 3 měsíce.[9]
- Akutní fáze – časově odpovídá stádiu migrace juvenilních motolic v játrech a dalších orgánech. Příznaky tedy souvisí s mechanickým poškozením jaterní tkáně v důsledku migrace juvenilních motolic nebo se vznikem alergické reakce vůči parazitu. Doba trvání této fáze se pohybuje okolo 2–3 měsíců, přičemž dochází k plynulému přechodu do chronické fáze.[5] Hlavní příznaky jsou:
  - horečka – 40 °C, v těžkých případech až 42 °C, může být návratná a kolísavá, často jde o první příznak;
  - bolest břicha – může být celková, nelokalizovatelná, ale častěji v oblasti jater;
  - GIT poruchy – nechutenství, nevolnost, flatulence, průjem jsou časté, ojedinělé je zvracení;
  - kopřivka;
  - respiratorní příznaky – kašel, dušnost, bolest na hrudi.

Při podrobném lékařské vyšetření jsou zjišťovány dále tyto symptomy:
- - zvětšená játra a slezina;
  - ascites = nahromadění tekutiny v břišní dutině;
  - anémie;
  - žloutenka.
- Latentní fáze – může trvat řadu měsíců až let, příznaky vymizí a občas mohou nastat GIT poruchy.
- Chronická fáze (nebo obstrukční) – tato fáze se vyvíjí během několika měsíců až let. Motolice se lokalizují již v žlučovodech jater a jsou pohlavně dospělé. Dochází k hypertrofii (zbytnění) žlučovodů, jejich zánětu a následnému ucpání – tedy cholestázi. To se projevuje nevolností, bolestí v nadbříšku, pnutí břicha v místech jater, žloutenkou, neschopnosti trávení tučných jídel, průjmy apod. Časté jsou žlučníkové záchvaty a tvorba žlučových kamenů.[10]

## Patologie

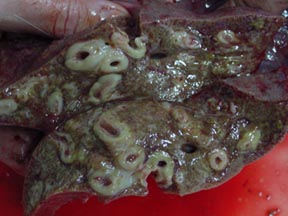
Hypertrofie jaterních žlučovodů a ztučnění jaterní tkáně v játrech kozy napadené motolicí F. hepatica.

Při pitvě se nacházejí změny nejčastěji na játrech a žlučovém měchýři. Nicméně existují i nálezy migrujících motolic v plicích či jiných orgánech (slezina, ledviny). Játra jsou zvazivovatělá, při řezu nožem skrze jaterní parenchym je typické skřípání. To je dáno tím, že ve stěně hypertrofovaných (zvětšených) jaterních žlučovodů se ukládají krystaly žluči – ty mají tuhou konzistenci jako třeba žlučové kameny.

## Diagnostika
V minulosti se používalo k diagnostice fasciolózy pouze vyšetření trusu, kdy jsou nacházeny typická vajíčka žluto-hnědé barvy (120–150 μm). S rozvojem moderních imunologických a molekulárně-biologických metod se vyšetření trusu dělá jen jako doplňkové vyšetření. Z nejčastějších testů jmenujme ELISA, Westernblot, PCR.

## Terapie
Existuje celá řada léčivých látek používaných k terapii fasciolózy člověka. V minulosti se používaly bithionol v dávce 30–50 mg/kg, nebo emetinové deriváty. V současnosti je lékem první volby antiparazitikum ze skupiny benzimidazolů s názvem triklabendazol. Triklabendazol v dávce 10–12 mg/kg je vysoce účinný jak na juvenilní stádia, tak dospělé motolice. Je znám například v preparátu Egaten® od firmy Novartis. U fasciolózy skotu a ovcí se rovněž používá nejčastěji triklabendazol ve specialitě Fasinex®.